# Всероссийский центр медицины катастроф «Защита»
ФГБУ Всероссийский центр медицины катастроф «Защита» Федерального медико-биологического агентства (ВЦМК «Защита») — федеральное государственное учреждение особого типа с правом юридического лица в подчинении Федерального медико-биологического агентства.
Образовано в соответствии с Указом Президента РФ от 20 апреля 1993 № 468, постановлением Правительства РФ от 3 мая 1994 № 420 и приказом Минздрава России от 25 ноября 1993 № 279 на базе Специализированного центра экстренной медицинской помощи «Защита» Минздравмедпрома России.
Реорганизован в Федеральный научно-клинический центр космической медицины и наделён новыми задачами и функциями.
Является рабочим органом Федеральной межведомственной координационной комиссии Всероссийской службы медицины катастроф, координировавшим участие 30 тысяч врачей и других специалистов различного профиля в условиях чрезвычайного положения,, а также выполняло функции Регионального центра медицины катастроф Центрального региона РФ. Имеет статус сотрудничающего центра Всемирной организации здравоохранения и Евразийского регионального центра по проблемам медицины катастроф СНГ.
ВЦМК «Защита» выполнял функции органа управления ВСМК и службы медицины катастроф Министерства здравоохранения России федерального и регионального уровней, также осуществлял образовательную, научно-исследовательскую и лечебно-профилактическую деятельность.
Сотрудники ВЦМК «Защита» совместно с Минздравом России участвовали в разработке концепции развития санитарной авиации. Специалистами Центра медицинской эвакуации ВЦМК «Защита» ежегодно эвакуировалось до 1,5 тыс. больных и пострадавших в России и других странах, из которых 30-35 % перевозились воздушным транспортом. ВЦМК «Защита» участвовало в разработке и эксплуатации медицинской авиации, при этом отдел авиамедицинской эвакуации ВЦМК «Защита» осуществлял свою деятельность в тесном взаимодействии с авиационно-медицинской бригадой Государственного центрального аэромобильного отряда МЧС России «Центроспас».
Врачи полевого многопрофильного госпиталя и отдела авиамедицинской эвакуации ВЦМК «Защита» участвовали в гуманитарных операциях совместно с Пограничной службой ФСБ России и МЧС России.
Специалисты полевого многопрофильного госпиталя ВЦМК «Защита» принимали участие в ликвидации медико-санитарных последствий крушения поезда «Невский экспресс», пожара в ночном клубе «Хромая лошадь», разрушительных землетрясений в республиках Гаити и Чили. Ежегодно полевой многопрофильный госпиталь ВЦМК «Защита» оказывал медицинскую помощь 2500-3000 больных и пострадавших.

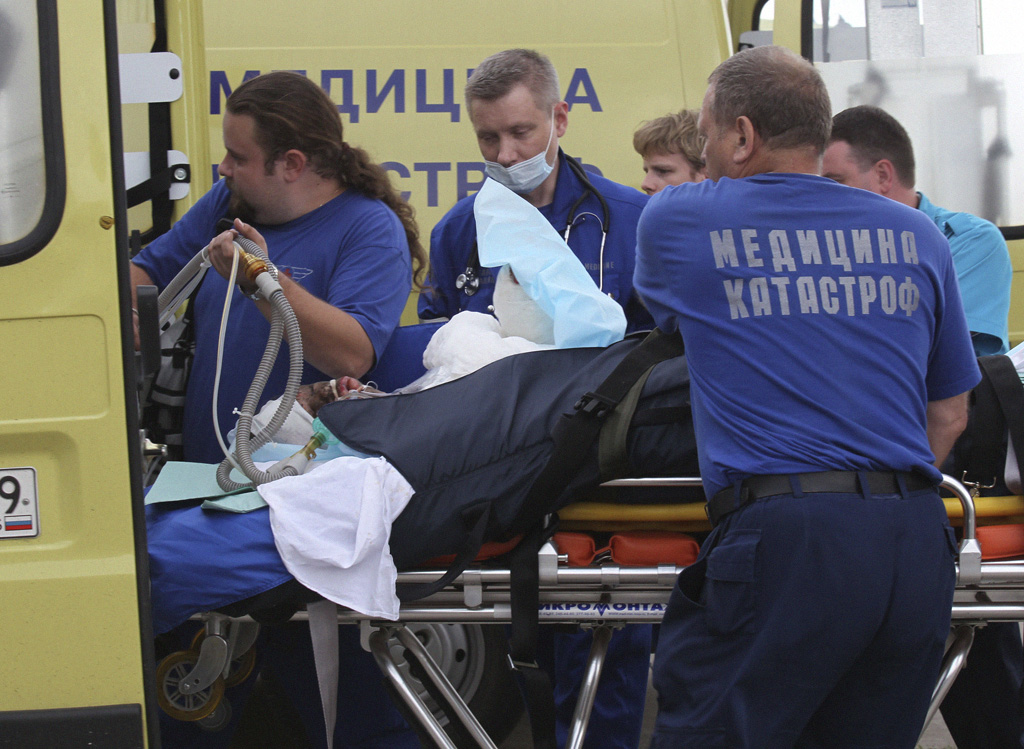
Доставка пострадавших в авиакатастрофе под Петрозаводском в аэропорт Раменское

## Ключевые фигуры «ВЦМК Защита»

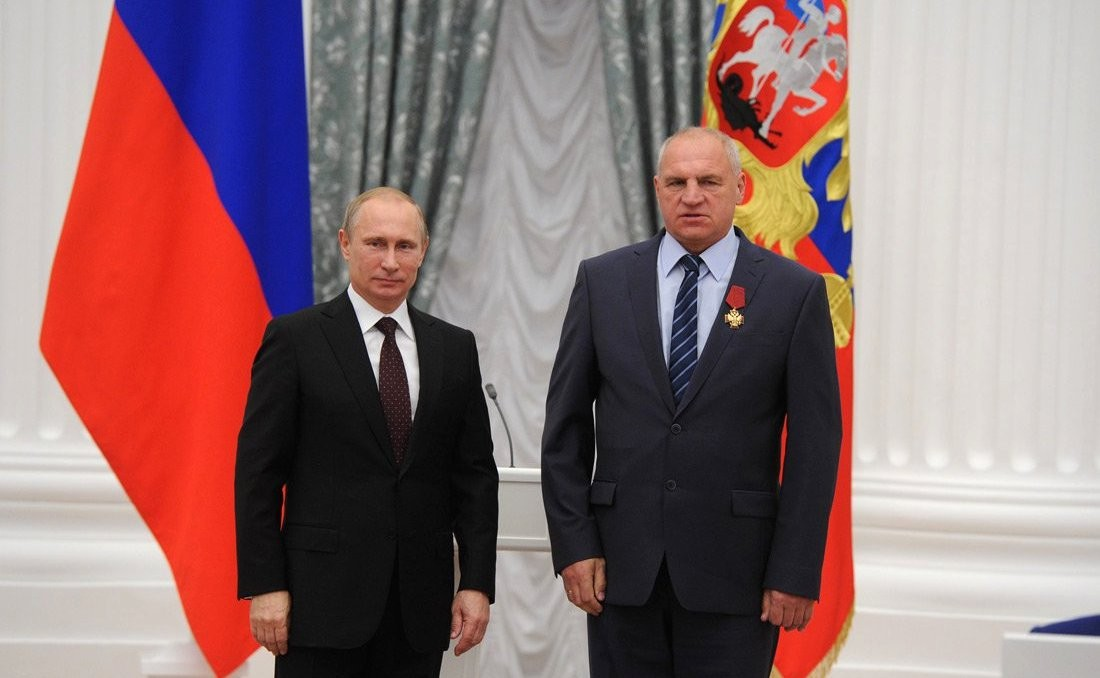
Директор ВЦМК «Защита» Сергей Гончаров (справа)

Руководство учреждением осуществляется директором, первым заместителем директора, а также заместителями директора по научной, лечебной работе и другим направлениям деятельности. Директором ВЦМК «Защита» с 1993 года является генерал-майор медицинской службы, доктор медицинских наук, действительный член Российской академии наук Сергей Гончаров.

## Основные направления деятельности
- Предупреждение и оперативная ликвидация медико-санитарных последствий чрезвычайных ситуаций
- Обеспечение готовности ВСМК по своевременному и эффективному оказанию лечебно-профилактической и санитарно-эпидемиологической помощи населению при стихийных бедствиях, авариях, катастрофах и эпидемиях
- Организационно-методическое руководство гражданской обороной здравоохранения
- Организация учёта, отчётности органов управления и формирований службы медицины катастроф и гражданской обороны здравоохранения в установленном Минздравом порядке
- Исполнение функций Минздрава в области гражданской обороны здравоохранения
- Организация и ведение гражданской обороны в центральном аппарате Минздрава.

## Организационная структура
Основные подразделения:
- Штаб ВСМК
- Филиалы в семи федеральных округах (в особых случаях по решению Минздрава России временно могут создаваться в отдельных субъектах Российской Федерации)
- Полевой многопрофильный госпиталь
- Институт проблем медицины катастроф и дополнительного профессионального образования специалистов службы медицины катастроф
- Центр медицинской экспертизы и реабилитации
- Научно-исследовательский отдел медико-технических проблем экстремальной медицины
- Отдел организации медицинской помощи при радиационных авариях
- Отдел медицинского снабжения (склад резерва Минздрава России для чрезвычайных ситуациях)
- Мобильный медицинский отряд специального назначения (МОСН) для организации медицинской помощи пострадавшим в результате террористических актов
- Научно-исследовательские отделы — организации и управления службой медицины катастроф и медико-технических проблем экстремальной медицины

## Межрегиональные филиалы ВСМК и региональные центры медицины катастроф
Всероссийский центр медицины катастроф «Защита» обеспечивает координацию органов управления, а также использования сил и средств Всероссийской службы медицины катастроф.
Центры медицины катастроф на региональном уровне (в пределах территории субъекта Российской Федерации) представлены органами повседневного управления — территориальными центрами медицины катастроф. В состав медицинских подразделений центров медицины катастроф входят сотрудники скорой помощи, при этом в ликвидации медико-санитарных последствий чрезвычайных ситуаций принимают участие и другие специалисты, включая хирургов, травматологов, анестезиологов-реаниматологов.
На межрегиональном уровне (в пределах территории федерального округа Российской Федерации) действуют следующие филиалы ВСМК:
- Центральный — Москва, ул. Щукинская, 5 (при Всероссийском центре медицины катастроф «Защита» Территориального центра медицины катастроф, скорой и неотложной медицинской помощи Минздрава России).[12]
- Северо-Западный — Санкт-Петербург, пр. Луначарского, 45.
- Приволжский — Нижний Новгород, ул. Родионова, 190.
- Уральский — Екатеринбург, Виз-бульвар, 13-а.
- Сибирский — Новосибирск, ул. А.Невского, 1-а, корп.15, а/я 99.
- Дальневосточный — Хабаровск, ул. Краснодарская, 9.
- Южный — Ростов-на-Дону, ул. Благодатная, 170.

Кроме того, к межрегиональным центрами медицины катастроф, функции которых осуществляют территориальные центры медицины катастроф, относится центр медицины катастроф СКФО в Нальчике.
В рамках взаимодействия ВЦМК «Защита» с Минздравом Тульской области, обсуждается создание в 2018 году Территориального центра медицины катастроф, скорой и неотложной медицинской помощи.

## Международная деятельность
Врачи ВЦМК Защита сертифицированы Всемирной организацией здравоохранения на соответствие международным стандартам ВОЗ в области оказания квалифицированной медицинской помощи в зоне бедствий и катастроф, и включены в первую тройку глобального реестра чрезвычайных медицинских бригад ВОЗ.
Кроме того, специалисты ВЦМК «Защита» совместно с Минздравом России участвуют в международных мероприятиях БРИКС и ШОС, включая разработку концепции совместной российско-китайской ассоциации медицины катастроф. Указанной ассоциации планируется придать международный статус, и организовать включение в неё участников из стран БРИКС и Шанхайской организации сотрудничества.

## Институт проблем медицины катастроф
При ВЦМК «Защита» создан Институт проблем медицины катастроф. К основным направлениям работы института относятся:
- Координация и проведение научных исследований по актуальным проблемам медицины катастроф
- Организация и проведение дополнительной профессиональной подготовки специалистов СМК и их сертификации
- Разработка и совершенствование учебно-методического обеспечения преподавания медицины катастроф
- Организация и проведение научных исследований в области базовой и дополнительной профессиональной подготовки медицинских кадров СМК
- Подготовка научных кадров

## Научнo-исследовательская деятельность

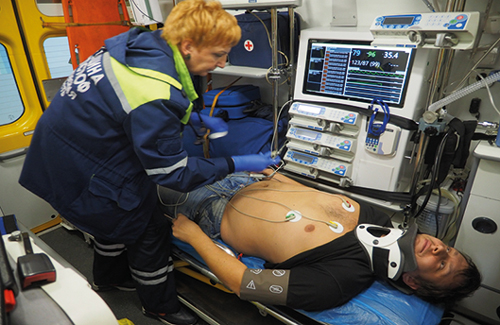
Комплекс поддержки жизнедеятельности человека «Ангел»

Комплекс научно-исследовательских мероприятий, проводимых в ВЦМК «Защита» нацелен прежде всего на снижение и предупреждение медико-санитарных последствий аварий, катастроф и стихийных бедствий, на создание в стране системы защиты и медицинского обеспечения населения в различных чрезвычайных ситуациях и её совершенствование. Основные направления:
- Разработка, совершенствование и внедрение методов и средств оказания медицинской помощи поражённым и их лечения
- Разработка санитарно-гигиенических и противоэпидемических мероприятий в чрезвычайных ситуациях
- Разработка, совершенствование и внедрение системы медицинской экспертизы и реабилитации участников ликвидации чрезвычайных ситуаций
- Медико-техническое обоснование и разработка средств и способов жизнеобеспечения, защиты и спасения человека в экстремальных условиях
- Обоснование и разработка организационных, теоретических и медицинских основ ВСМК

С 1996 года функционирует диссертационный совет для защиты кандидатских, а с 1998 года — докторских диссертаций по специальности «Безопасность в чрезвычайных ситуациях (медицина катастроф)». За время работы диссертационного совета было подготовлено и защищено более 100 диссертационных исследований, из которых свыше 30 — докторские.
ВЦМК «Защита» также участвует в разработке перспективной медицинской техники для спасения людей в экстренных ситуациях. Совместно с Московским государственным университетом и тульским ООО «Сплав» Государственной корпорации «Ростех» создан мобильный лечебно-диагностический комплекс поддержки жизнедеятельности человека «Ангел». Опытный образец комплекса демонстрировался на выставке «Оборонно-промышленный комплекс России — новые возможности для медицинской промышленности» (2016) и форумах «Армия-2016» и «Армия-2017». Создание комплекса лично курируют ректор МГУ Виктор Садовничий и генеральный конструктор АО "НПО «СПЛАВ» Николай Макаровец.